# Idiops meadei
Idiops meadei là một loài nhện trong họ Idiopidae.
Loài này thuộc chi Idiops. Idiops meadei được Octavius Pickard-Cambridge miêu tả năm 1870.